# Gustavia, Rügen

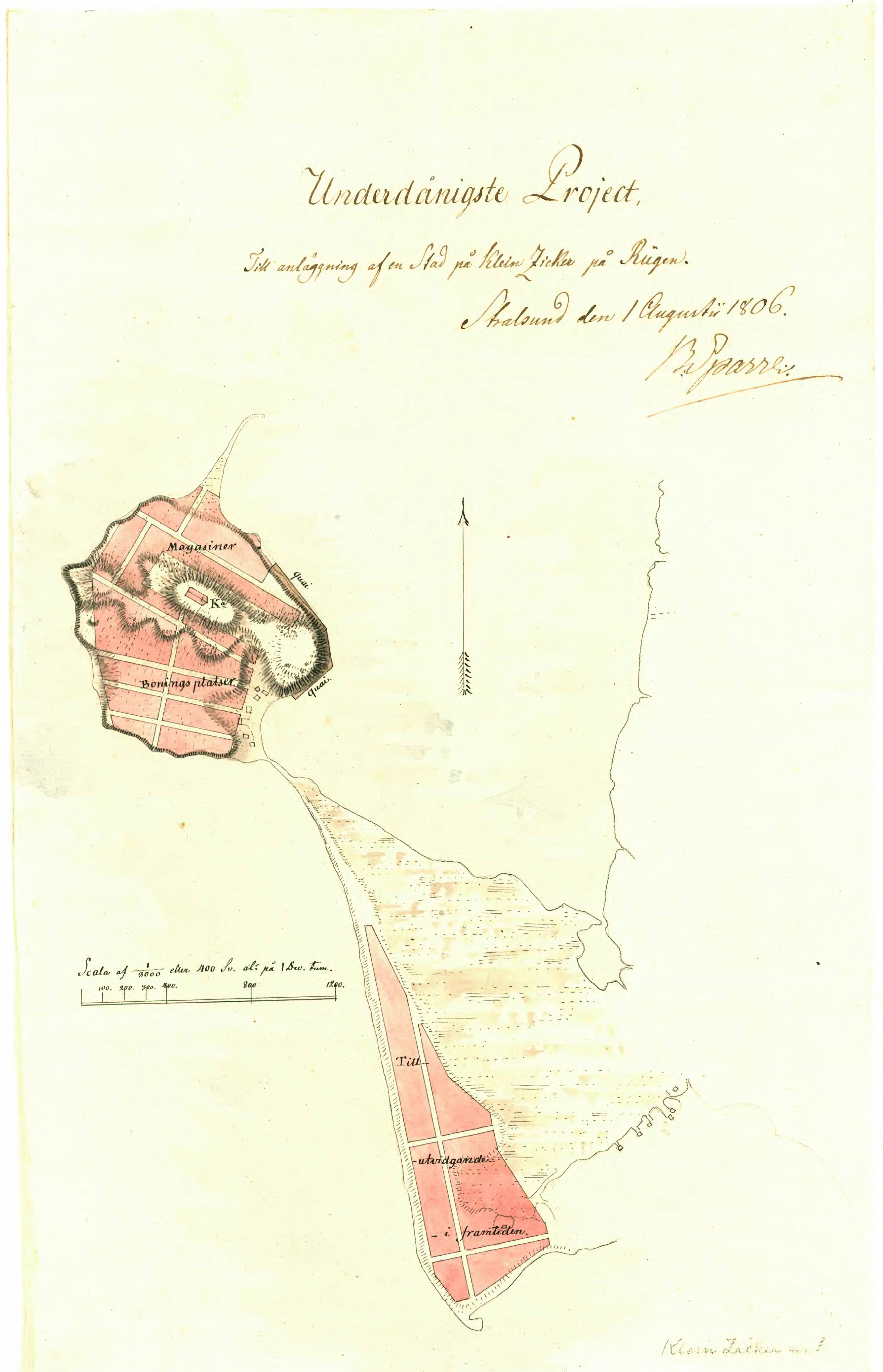
Plan över Gustavia i svenska krigsarkivet.

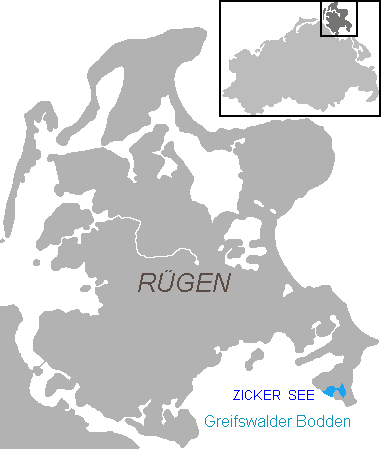
Zicker See ("Zicker-bukten" på tyska), Gustavias hamn, på Rügen, och infällt Rügens läge i Mecklenburg-Vorpommern.

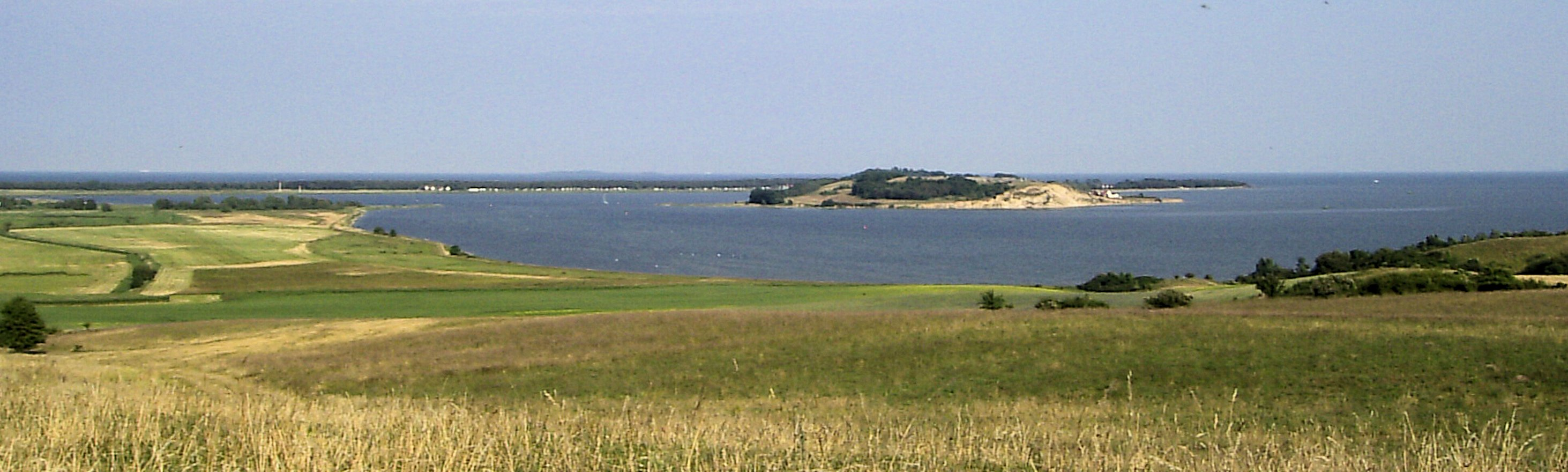
Platsen för Gustavia år 2008.

Gustavia var en påbörjad men ej färdigställd svensk stad på ön Rügen i nuvarande Nordtyskland, då en del av Svenska Pommern. Staden började byggas 1806, under napoleonkrigen, som också blev orsaken till att byggandet snart fick avbrytas. Franska kejsardömet ockuperade ön 1807, och även om Sverige återfick området innan krigets slut, blev Svenska Pommern efter napoleonkrigen preussiskt genom Wienkongressens beslut 1815, och byggandet av Gustavia återupptogs aldrig.
Gustavia var tänkt som en militär hamn för att förbättra försvaret av Svenska Pommern. I situationer när den närbelägna svenska staden Stralsund söder om Rügen ockuperades,  hamnade de svenska styrkorna som landades på Rügen i en utsatt situation, eftersom ön saknade hamn.
Staden namngavs efter Sveriges dåvarande kung Gustav IV Adolf, som förutom som flottbas också hade planer på Gustavia som en handelsplats, en köping.
Enligt undersökningar av officerarna Boye och Gripenberg av området kring Groß - och Klein Zicker i juli och augusti, skulle bukten Zicker See utgöra en bra hamn för tre- till fyrahundra fartyg, så snart sanddynerna som spärrade infarten muddrats bort. På order av Gustav IV Adolf påbörjades byggandet den 11 september 1806. Året därpå tog Franska kejsardömet kontrollen över Stralsund, och i oktober 1807 hade man även ockuperat Rügen. De franska styrkorna förstörde det påbörjade arbetet, och när svenskarna återfick kontroll över området återupptog man inte stadsbyggandet.
Franska kejsardömet ockuperade åter Rügen 1812, men drog sig slutgiltigt tillbaka 1813, varefter svenskarna i närheten uppförde två landningsbryggor, vilkas rester idag är det enda som återstår av planerna på staden Gustavia. 